# See-Umweltverhaltensverordnung
Die  See-Umweltverhaltensverordnung  regelt Anforderungen an das umweltgerechte Verhalten in der Schifffahrt und ahndet Verstöße gegen diese Anforderungen als Ordnungswidrigkeiten, insbesondere von Verstößen gegen Vorschriften des
- MARPOL-Übereinkommens
- AFS-Übereinkommens,
- Ballastwasser-Übereinkommens.

Die See-Umweltverhaltensverordnung findet Anwendung auf allen Schiffen auf Seewasserstraßen und in der ausschließlichen Wirtschaftszone der Bundesrepublik Deutschland. Auch auf Schiffen unter deutscher Flagge, die sich nicht in deutschen Hoheitsgewässern befinden, findet die Verordnung Anwendung, soweit nicht in Hoheitsgewässern oder ausschließlichen Wirtschaftszonen anderer Staaten abweichende Regelungen gelten.
Durch die See-Umweltverhaltensverordnung werden die Anforderungen der Richtlinie 2012/33/EU (Schwefel-Richtlinie) in deutsches Recht umgesetzt.
Die Verordnung wurde 2014 vom Bundesministerium für Verkehr und digitale Infrastruktur (BMVI) und vom Bundesministerium für Umwelt, Naturschutz, Bau und Reaktorsicherheit (BMUB) erlassen.